# Campionati del mondo di mountain bike 1992
I Campionati del mondo di mountain bike 1992, terza edizione della competizione, furono disputati a Bromont, in Canada, tra il 13 e il 20 settembre.

## Eventi
Si gareggiò ufficialmente in due discipline, il cross country e il downhill, in tre categorie per ogni disciplina (junior, senior e veteran), per complessivi dodici titoli iridati assegnati. Come disciplina dimostrativa fu introdotto il dual slalom, già molto diffusa all'epoca negli Stati Uniti, vinto da Wayne Croasdale e Cindy Whitehead.

## Medagliere
| Pos.   | Nazione        | Oro | Argento | Bronzo | Totale |
| ------ | -------------- | --- | ------- | ------ | ------ |
| 1      | Stati Uniti    | 4   | 4       | 1      | 9      |
| 2      | Svizzera       | 3   | 2       | 0      | 5      |
| 3      | Francia        | 2   | 2       | 1      | 5      |
| 4      | Italia         | 1   | 0       | 3      | 4      |
| 5      | Danimarca      | 1   | 0       | 1      | 2      |
| 6      | Polonia        | 1   | 0       | 0      | 1      |
| 7      | Canada         | 0   | 1       | 1      | 2      |
| 8      | Spagna         | 0   | 1       | 0      | 1      |
| 8      | Germania       | 0   | 1       | 0      | 1      |
| 8      | Cecoslovacchia | 0   | 1       | 0      | 1      |
| 11     | Nuova Zelanda  | 0   | 0       | 1      | 1      |
| 11     | Belgio         | 0   | 0       | 1      | 1      |
| 11     | Regno Unito    | 0   | 0       | 1      | 1      |
| 11     | Svezia         | 0   | 0       | 1      | 1      |
| Totale | Totale         | 12  | 12      | 12     | 36     |

## Sommario degli eventi
| Eventi                  | Oro                         | Tempo    | Argento                         | Tempo   | Bronzo                      | Tempo   |
| Cross country           |                             |          |                                 |         |                             |         |
| Uomini Junior dettagli  | Jeff Osguthorpe Stati Uniti | 2h30'38" | Vojtech Bachleda Cecoslovacchia | a 4'05" | Michael Rasmussen Danimarca | a 5'58" |
| Uomini Senior dettagli  | Henrik Djernis Danimarca    | 2h41'06" | Thomas Frischknecht Svizzera    | a 3'27" | David Baker Regno Unito     | a 4'26" |
| Uomini Veteran dettagli | Zbigniew Krasniak Polonia   | 2h24'48" | Alain Daniel Francia            | a 1'47" | Rudy De Bie Belgio          | a 2'44" |
| Donne Junior dettagli   | Rita Bürgi Svizzera         | 1h42'04" | Karin Romer Regno Unito         | a 4'03" | Paola Zucchinali Italia     | a 7'19" |
| Donne Senior dettagli   | Silvia Fürst Svizzera       | 2h00'25" | Alison Sydor Canada             | a 1'49" | Ruthie Matthes Svizzera     | a 3'00" |
| Donne Veteran dettagli  | Carol Waters Stati Uniti    | 1h34'10" | Jacquie Phelan Stati Uniti      | a 4'28" | Kathy Lynch Nuova Zelanda   | a 6'11" |
| Downhill                |                             |          |                                 |         |                             |         |
| Uomini Junior dettagli  | Nicolas Vouilloz Francia    | 4'47"6   | Tomas Misser Spagna             | a 2"4   | Thomas Damiani Italia       | a 3"6   |
| Uomini Senior dettagli  | Dave Cullinan Stati Uniti   | 4'28"0   | Jimmy Deaton Stati Uniti        | a 4"9   | Christian Taillefer Francia | a 5"6   |
| Uomini Veteran dettagli | Roland Champion Svizzera    | 4'45"9   | George Edwards Francia          | a 8"8   | Ilario Bianchi Italia       | a 14"3  |
| Donne Junior dettagli   | Laetitia Holweck Francia    | 5'37"2   | Rita Bürgi Svizzera             | a 4"9   | Malin Lindgren Svezia       | a 9"3   |
| Donne Senior dettagli   | Juli Furtado Stati Uniti    | 5'09"8   | Kim Sonier Stati Uniti          | a 5"7   | Cindy Devine Canada         | a 9"4   |
| Donne Veteran dettagli  | Libera Pincin Italia        | 5'42"3   | Kathy Sessler Stati Uniti       | a 6"1   | Kathy Lynch Stati Uniti     | a 6"1   |